# Parantonae
Parantonae (лат.) — род равнокрылых насекомых из семейства горбаток (Membracidae). Неотропика.

## Распространение
Встречаются в Южной и Центральной Америке: США, Мексика, Гватемала, Колумбия, Эквадор.

## Описание
Длина тела менее 1 см (4,0—6,9 мм). Переднеспинка ровная, без надплечевых рогов, задний пронотальный отросток базально сужен и впоследствии сильно раздувается; эдеагус самца в боковом виде с задним рычагом раздутым и с дорсо-апикальной площадкой из бороздок. Биология неизвестна

## Классификация
5 видов.
- Parantonae arida  Flock & Gill, 1987[5]
- Parantonae dipteroides  Fowler, 1895typus
- Parantonae hispida  Van Duzee, 1914
- Parantonae hispida nevadensis  Flock & Gill, 1987[5]
- Parantonae ornata  Plummer, 1935[6]